# Ceratophrys
Ceratophrys es un género de anfibios anuros de la familia Ceratophryidae, conocidos vulgarmente como escuerzos. La particularidad del género es que las especies presentan colmillos, son agresivas, y todas son carnívoras alimentándose de pequeños roedores o pájaros, incluso otros anfibios. Además, presentan dos protuberancias sobre los ojos, que dan la impresión de ser dos "cuernos". Se distribuyen por la Sudamérica tropical que es su lugar de origen, ya que las ranas Pacman también se encuentran en Asia (principalmente en Indonesia), introducida por el hombre al dejarlas en libertad.

## Especies
Se reconocen las siguientes según la ASW:
- Ceratophrys aurita (Raddi, 1823)
- Ceratophrys calcarata Boulenger, 1890
- Ceratophrys cornuta (Linnaeus, 1758)
- Ceratophrys cranwelli Barrio, 1980
- Ceratophrys joazeirensis Mercadal, 1986
- Ceratophrys ornata (Bell, 1843)
- Ceratophrys stolzmanni Steindachner, 1882
- Ceratophrys testudo Andersson, 1945